# هانس جورج فريدريك جروس
هانس جورج فريدريك جروس (بالألمانية: Hans Groß)‏ هو قائد منطاد ‏ ألماني، ولد في 4 مايو 1860 في Szamotuły ‏ في بولندا، وتوفي في 27 فبراير 1924 في برلين في ألمانيا.